# Tympanoctomys kirchnerorum
Tympanoctomys kirchnerorum — вид гризунів родини дегових (Octodontidae), представник роду Tympanoctomys.

## Етимологія
|  | На честь двох останніх президентів (ісп. Néstor Kirchner і ісп. Cristina Fernández de Kirchner), які зробили так багато для науки, вдосконалення бюджету, репатріації вчених, стимулювання досліджень ... |

## Поширення
Цей вид був знайдений в центральній і південній частинах Аргентини. Цей вид був знайдений в районі посушливих чагарникових степів

## Зовнішня морфологія
У порівнянні з іншим живим видом роду (Tympanoctomys barrerae), T. kirchnerorum показує генетичні та морфометричні відмінності. Його розмір менший. Загальне забарвлення жовтувате (не червоне, як у Т. barrerae), хвіст пропорційно коротший (43-50% проти 49-53% в Т. barrerae).